# Deutsches Archäologisches Institut Kairo

Logo des Deutschen Archäologischen Instituts

Das Deutsche Archäologische Institut Kairo wurde als Kaiserlich Deutsches Institut für Ägyptische Altertumskunde  1907 gegründet. Seit 1929 gehört das Institut als Abteilung dem Deutschen Archäologischen Institut (DAI) an, das als Bundesanstalt mit Hauptsitz in Berlin zum Geschäftsbereich des Auswärtigen Amts gehört.
Die Abteilung Kairo erforscht in Kooperation mit dem ägyptischen Antikendienst sowie weiteren internationalen Partnern alle Epochen Ägyptens von der Vorgeschichte bis zur Moderne. Forschungsschwerpunkte sind Siedlungs- und Landschaftsgeschichte, die Gestaltung und Funktion ritueller Räume, Lebenswelten und Handlungskompetenz, das Verhältnis von Kontinuität, Transformation und Innovation sowie die Ägyptenrezeption und ihre Bedeutung für die Identitätsbildung in Ägypten und Europa. Die Abteilung veranstaltet regelmäßig Fachtagungen und öffentliche Vorträge.

## Geschichte

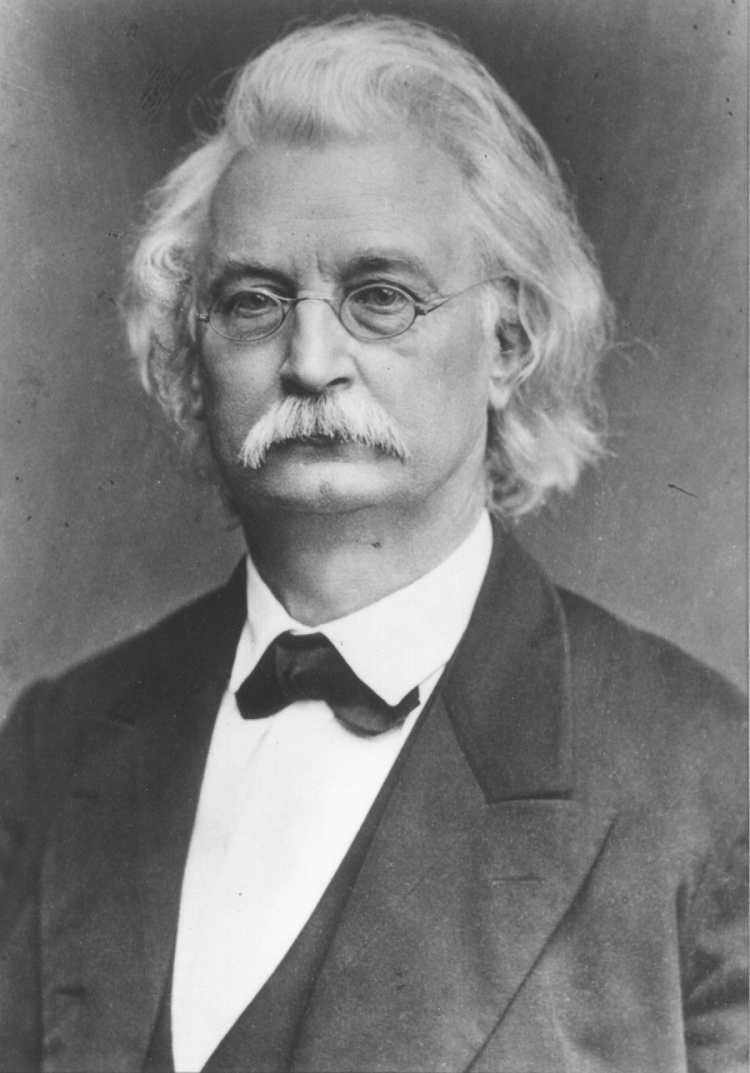
Carl Richard Lepsius (1874), der deutsche Pionier der Ägyptologie

Auftakt deutscher Forschungsaktivitäten auf dem Gebiet der ägyptischen Altertumswissenschaften war die Königlich Preußische Expedition nach Ägypten und Äthiopien. Sie wurde unter Leitung von Richard Lepsius in den Jahren von 1842 bis 1845 durchgeführt. Die Ergebnisse wurden 1849 und 1859 in zwölf Bänden eines Tafelwerkes  publiziert, die, anders als die französische Description de l’Égypte, auch zahlreiche Textquellen veröffentlichten. 1897 rief die Preußische Akademie der Wissenschaften ein Projekt zur Erstellung des ersten Wörterbuches der Ägyptischen Sprache ins Leben. Gleichzeitig bemühte sich das neu entstandene Fach Ägyptologie um einen Forschungssitz in Ägypten, wie Deutschland ihn mit dem Kaiserlich Deutschen Archäologischen Institut in Rom bereits besaß. Die wissenschaftlichen Leistungen des Wörterbuchprojektes unter Adolf Erman verliehen diesem Wunsch schließlich den erforderlichen Nachdruck. Auf Vorschlag Ermans wurde 1899 Ludwig Borchardt als wissenschaftlicher Attaché am Generalkonsulat nach Kairo entsandt. 1907 konnte Erman schließlich die Gründung des Kaiserlich Deutschen Instituts für Ägyptische Altertumskunde erwirken. 1929 wurde das Kairoer Institut dem Archäologischen Institut des Deutschen Reichs angegliedert, das bis dahin Abteilungen in Rom und Athen besaß, im gleichen Jahr kam die Abteilung Istanbul hinzu. 

Institutsgebäude des DAI Kairo

1939, als Ägypten und Deutschland ihre politischen Beziehungen offiziell abbrachen, wurde das Institut geschlossen und ein Teil seines Besitzes beschlagnahmt, darunter auch die Bibliothek. Erst 1957 konnte das DAI seine Abteilung in Kairo wiedereröffnen, die 1958 ihren jetzigen Sitz in der Sharia Abu el-Feda bezog, einer in den 20er Jahren errichteten Villa. 1958 wurde auch das Deutsche Haus in Theben dem DAI zurückgegeben und im Auftrag von Hanns Stock mit einer Stiftung des Münchner Ehepaares Albert und Maria Burges instand gesetzt. Mit der Entschädigung für die Beschlagnahmungen, auf die sich die ägyptische Regierung und die deutsche Botschaft 1960 einigten, konnte auch die Bibliothek wieder neu ausgestattet werden. Erstmals erhielt die Abteilung auch einen namhaften Grabungsetat. So war das Institut in der Lage, Ägypten bei der Dokumentation und Versetzung zahlreicher nubischer Denkmäler (Amada, Kalabscha) zu unterstützen, die vom durch den Assuan-Staudamm aufgestauten Wasser akut bedroht waren. Darüber hinaus wurden teils umfängliche Forschungen in Abu Mena, Theben, Elephantine und Kairo begonnen. In den 1970er Jahren kamen Projekte unter anderem in Abydos, Dahschur, Merimde und Sakkara und in den 1980er Jahren in Buto und Maadi hinzu. Ab dieser Zeit leistete das Institut einen wesentlichen Beitrag zur Erforschung der ägyptischen Frühzeit. 2007 feierte das DAI Kairo sein 100-jähriges Bestehen.

## Direktoren der Abteilung Kairo
Direktoren, seit 1968 1. Direktoren
- 1907–1929: Ludwig Borchardt, 1907–1929 (ab 1899 wissenschaftlicher Attaché; ab 1906 wissenschaftlicher Sachverständiger am deutschen Generalkonsulat)
- 1929–1944?: Hermann Junker (Abteilungsdirektor)
- 1957–1966: Hanns Stock
- 1967–1988: Werner Kaiser
- 1989–1998: Rainer Stadelmann
- 1998–2008: Günter Dreyer
- 2008–2022: Stephan Seidlmayer
- seit 1. Oktober 2022: Dietrich Raue

2. Direktoren
- 1968–1988: Rainer Stadelmann
- 1989–1998: Günter Dreyer
- 1999–2022: Daniel Polz
- seit 1. Oktober 2022: Ralph Bodenstein

## Die Bibliothek
Den Grundstock des heutigen Bestandes bildet die Sammlung des Ägyptologen Ludwig Keimer (1892–1957), die 1957 für 72.000 Deutsche Mark beziehungsweise 6.000 Ägyptische Pfund angekauft wurde. Sie umfasst heute mehr als 30.000 Titel in über 40.000 Bänden; Sammelschwerpunkt ist die Kulturwissenschaft Ägyptens. Die Bibliothek besitzt außerdem eine reiche Sammlung alter Reiseliteratur. Der komplette Bestand ist über die Literaturdatenbank ZENON kostenlos und ohne vorherige Anmeldung recherchierbar. Die Bibliothek steht Wissenschaftlern und Studierenden nach vorheriger Anmeldung offen. Die Bibliothek ist heute die zweitgrößte einschlägige Fachbibliothek Ägyptens, hinzu kommt eine reiche Fotothek.

## Die Veröffentlichungen
Die qualitativ adäquate Veröffentlichung wissenschaftlicher Forschungsergebnisse ist eine zentrale Aufgabe des DAI Kairo. Dies geschieht in verschiedenen Formaten.
Seit 1930 bieten die jährlich erscheinenden Mitteilungen des Deutschen Archäologischen Instituts Abteilung Kairo eine internationale Plattform für Beiträge zur Archäologie und Kulturgeschichte Ägyptens. Die Themen umfassen dabei einen Zeitraum von der prädynastischen über die christliche bis hin zur islamischen Zeit. Neben dem Schwerpunkt Archäologie und der Veröffentlichung neuester Grabungsergebnisse internationaler Unternehmungen werden auch kultur- und kunstgeschichtliche Themen, aktuelle Fragestellungen und Forschungen diskutiert. Außerdem wird über die laufenden Ausgrabungen der Abteilung Kairo berichtet.
Die monographischen Reihen sind wichtige Fachorgane für das Gebiet der Ägyptischen Altertumskunde. Die Sonderschriften des Deutschen Archäologischen Instituts Abteilung Kairo wurden 1975 ins Leben gerufen. Bisher sind 28 Bände erschienen, die sich mit den verschiedensten Themenkomplexen der altägyptischen Kultur befassen. Um die Arbeiten des DAI Kairo entsprechend aufzuarbeiten und der Öffentlichkeit zugänglich zu machen, wurden 1970 die Archäologischen Veröffentlichungen begründet, die den Schwerpunkt auf die Veröffentlichung rein archäologischer Arbeiten aus den eigenen Grabungen setzen; bis dato sind 76 Bände publiziert. Die Abhandlungen des Deutschen Archäologischen Instituts Abteilung Kairo gliedern sich in eine ägyptologische, eine koptologische sowie eine islamwissenschaftliche Unterreihe, in denen seit 1958 31 Monographien zu den entsprechenden Themenkomplexen veröffentlicht wurden.
Die Reihe Studien zur Archäologie und Geschichte Altägyptens wurde von 1990 bis 2019 in Kooperation mit dem Institut für Ägyptologie der Universität Heidelberg herausgegeben; es wurden 26 Bände veröffentlicht.

## Projekte und Veranstaltungen
Das DAI Kairo veranstaltet eine Reihe wissenschaftlicher Vorträge, die der interessierten Öffentlichkeit offenstehen. Die aktuellen Termine werden auf der Homepage des Instituts  veröffentlicht. Außerdem ist das Institut eine Plattform für diverse internationale Fachtagungen zu Themen der Archäologie und Kulturgeschichte.
Die Abteilung führt zahlreiche Forschungsprojekte zu allen Epochen der Ägyptischen Geschichte durch, über die ausführlich auf der Institutshomepage berichtet wird.
Auswahl der Forschungsprojekte:

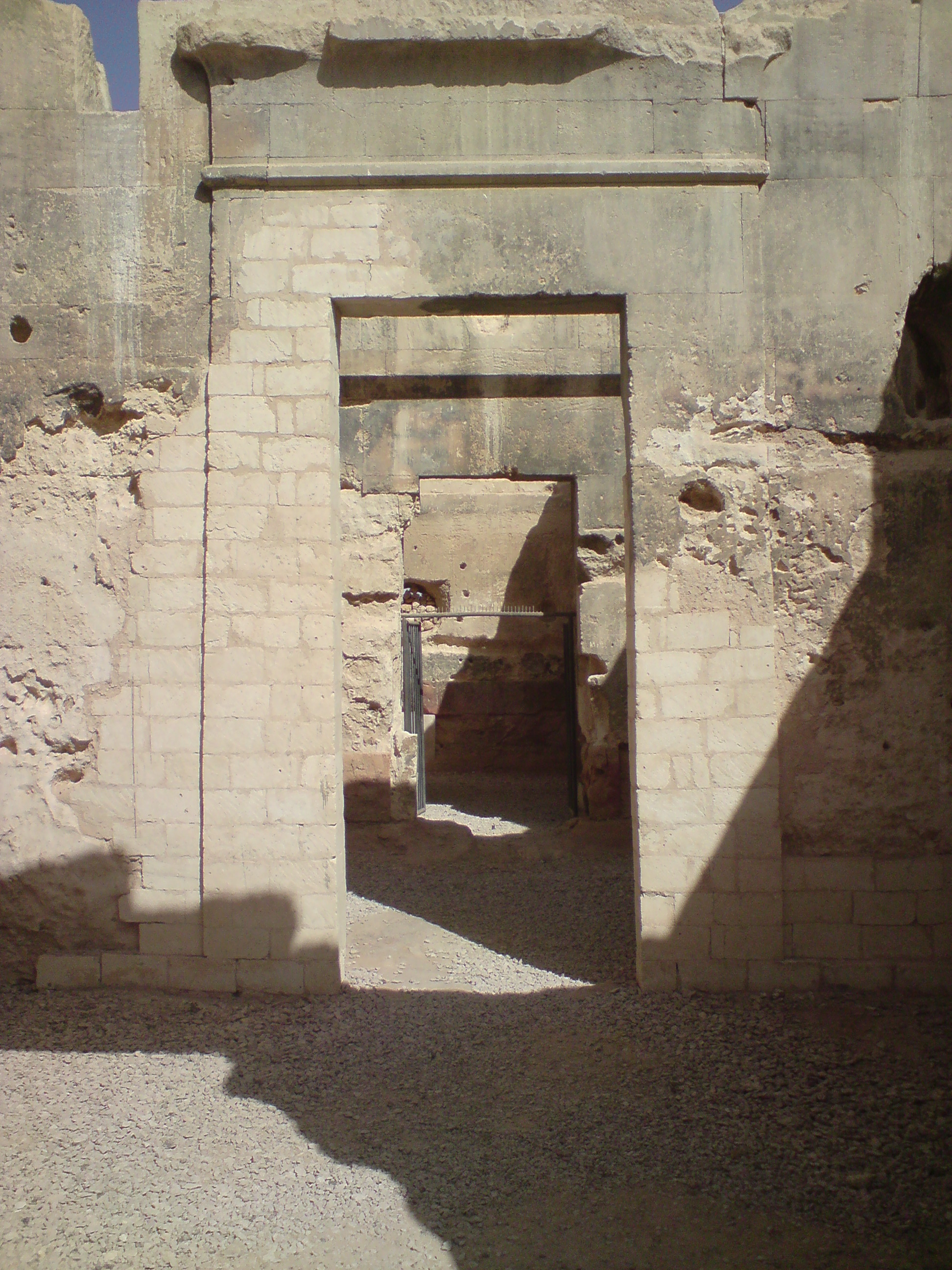
Eingang zur Orakelstätte in der Oase Siwa

- Abu Mena: Frühchristliches und mittelalterliches Pilgerheiligtum mit dem Grab des Heiligen Menas und diversen großen Kirchenbauten, Pilgerherbergen und Wohnhäusern.
- AEgArOn: Ein Repositorium für standardisierte Pläne und Daten ägyptischer Architektur, das in Kooperation mit der University of California in Los Angeles erstellt wird.
- Altägyptische Bauornamentik: Technik und Entwicklung.
- Assuan: Die Mittelalterliche Nekropole der Stadt (9. bis 12. Jahrhundert)
- Assuan: Die pharaonische Felsinschriften im Gebiet des 1. Kataraktes.
- Abydos: Königsfriedhof der Frühzeit, Kultort des Totengottes Osiris.
- Buto: Siedlungsforschung im nordwestlichen Nildelta von der Frühzeit bis in die römische Periode.
- Elephantine: Grenzstadt und Handelsposten an der Südgrenze Ägyptens (deutsch-schweizerische Kooperation).
- Dra Abu el-Naga (Theben-West): Untersuchung der Nekropolen des Mittleren Reiches, der Zweiten Zwischenzeit und des frühen Neuen Reiches.
- Dahschur: Archäologische Erforschung des Pyramidenfriedhofs und Rekonstruktion der antiken Landschaft
- Saqqara: Königsgrab des Ninetjer (2. Dynastie).
- Sinai/Ostwüste: Kupferversorgung des prädynastischen Ägypten.
- Siwa: Das Orakel in der Oase Siwa – Untersuchungen und konstruktive Sicherung am Denkmalkomplex von Aghurmi und Umm Ubayda.
- Pharan (Sinai): frühchristliche Bischofsstadt.
- Theben-West: Beamtengräber, Totentempel, Kloster Dair al-Bachīt.
- The Fayum Survey Project 1999 bis 2006: Ein Archäologischer Survey im nordwestlichen Teil der Oase Fayum
- Wissenschaftsgeschichte: Die Geschichte des DAI Kairo 1881 bis 1966.